# Józef Hermanowicz (duchowny)

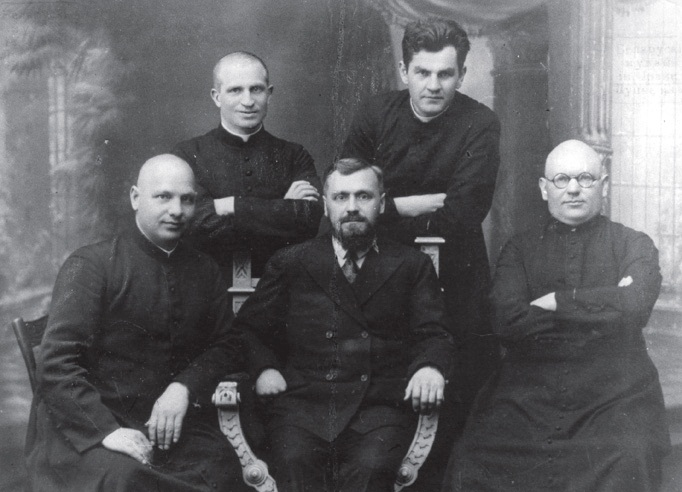
Liderzy BChD. Pośrodku siedzi o. Józef Hermanowicz

o. Józef Hermanowicz MIC (ur. 4 marca 1890 w Holszanach, zm. 26 grudnia 1978 w Londynie) – białoruski duchowny katolicki, marianin, pisarz, działacz społeczny. 

## Życiorys
Pochodził z białoruskiej rodziny chłopskiej. Ukończył szkołę powszechną w Holszanach oraz gimnazjum w Oszmianie. W 1909 wstąpił do seminarium w Wilnie. Święcenia kapłańskie przyjął 29 czerwca 1913 w Wilnie, z rąk biskupa augustowskiego Antoniego Karasia. Następnie pracował w parafiach: Dolistowie, Białymstoku, Krypnie, Mścibowie, Łopienicy Wielkiej, Łukonicy i Łużkach. Od 1919 współpracował z białoruską prasą religijną, w której pod pseudonimem Winczuk Odważny publikował opowiadania pisane wierszem i prozą, potem wiersze, bajki i powieści oraz artykuły i wspomnienia. Od 1921 działał w Towarzystwie Szkoły Białoruskiej.
7 sierpnia 1924 rozpoczął nowicjat w zakonie marianów w Skórcu, gdzie 15 sierpnia 1925 złożył śluby zakonne. W latach 1927–1930 był proboszczem w Drui.
W 1932 przeszedł na obrządek bizantyjsko-słowiański i rozpoczął pracę misyjną wśród Rosjan w Harbinie w Mandżurii (dzisiaj w Chinach). Uczył tam również religii i języka łacińskiego. W latach 1935–1939 przebywał w Polsce, po czym powrócił do Harbina, gdzie został mianowany dyrektorem liceum.
Gdy w Mandżurii władzę objęli komuniści zaczęli likwidować misje katolickie. 22 grudnia 1948 chińska milicja aresztowała 5 duchownych oraz 2 świeckich nauczycieli mariańskiego liceum. 25 grudnia 1948 zostali oni przekazani NKWD i zamknięci w więzieniu w Czycie, gdzie do końca maja 1949 komunistyczni funkcjonariusze przeprowadzali wyniszczające więźniów śledztwo. Aresztowani poza przesłuchaniami przebywali w celi wielkości małej komórki, z mocną żarówką świecącą nad głową. Marianom przedstawiono zarzuty: organizowanie grupy terrorystycznej w szkole, agitacja przeciw ZSRR i szpiegostwo na rzecz Watykanu. Nie zostali postawieni przed sądem lecz we wrześniu 1949 kolegium NKWD w Moskwie skazało ich na 25 lat przymusowej pracy w łagrze na Syberii. O. Józef Hermanowicz MIC pełnił w łagrach potajemnie posługę duszpasterską. W 1954 r. został zwolniony z pracy jako schorowany inwalida, a następnie został wypuszczony z obozu. 27 kwietnia 1955 przekroczył polską granicę.
W Polsce ratował swoje zniszczone pobytem w łagrach zdrowie oraz pomagał duszpastersko. W listopadzie 1959 uzyskał zgodę na opuszczenie PRL i wyjechał do Rzymu, a następnie do Londynu, gdzie działał mariański katolicki ośrodek białoruski. W latach 1962–1966 był dyrektorem szkoły im. Cyryla Turowskiego. W 1966 wydał książkę pt. Przeżyłem sowieckie łagry. Wspomnienia, która została przetłumaczona na język polski, hiszpański i włoski. Zmarł 26 grudnia 1978. Został pochowany na cmentarzu św. Pankracego w londyńskiej dzielnicy East Finchley.